# Liparis trifoliata
Liparis trifoliata là một loài thực vật có hoa trong họ Lan. Loài này được J.J.Wood & Ormerod mô tả khoa học đầu tiên năm 2008.